# Tramwaje Szczecińskie
Шчећински Трамваји (пољ. Tramwaje Szczecińskie, TS) је друштво са ограниченом одговорношћу у Шчећину коме је основна делатност превоз путника у градском трамвајском саобраћају. TS је основан 1945. године као „Трамваји и аутобуси Шчећина“ и током свог постојања је пословао под различитим именима: „Градско Саобраћајно Предузеће Шчећин“, „Војводско саобраћајно предузеће“, а од 1. јануара 2009. године послује под садашњим називом: „Шчећински Трамваји“, као друштво са ограниченом одговорношћу.

## Трамвајске линије
- Депо Погодно - Глембокие
- Жељезничка станица Ниебушево - Басен Гурничи
- Лас Аркоњски - Поможани
- Поможани - Потулицка
- Сточниа Шчећинска - Кжеково
- Поможани - Гоцлав
- Басен Гурничи - Кжеково
- Гумиењце - Басен Гурничи
- Потулицка - Глембокие
- Гумиењце - Трг Родла
- Поможани - Лудова
- Поможани - Жељезничка станица Ниебушево